# Aladár (tisztség)
A középkori forrásokban emlegetett aladár egy-egy királyi udvarház vezetője lehetett. Az esetleges udvarnagy elnevezésre nincs középkori adat.  Az aladár szó a szláv vladár (udvarházi elöljáró) szóból eredhet. Tisztség voltát az bizonyítja, hogy Bonfini és Heltai szerint is Mátyás temetésénél egy „főaladár” segédkezett.
Jogállása kezdetben félszabad ember, de tanúskodás esetén vallomását az ispánokéval egyenértékűnek tekintették. Az udvarház szolgálónépeinek sorából alkalmassága folytán emelkedett ki, és e tisztség ugródeszkaként szolgálhatott a birtokos nemesi pozíció elnyerése felé.
Elképzelhető, hogy egyes udvarházak az elöljárójukról kapták a nevüket. Ilyen lehet esetleg Buda (Óbuda) udvarhely, de még inkább Pápa, amelyik udvarbirtok központja volt, környékén pedig a Pápa nemzetség birtokolt.
Az aladár nyugat-európai megfelelője a helyi majordomus.